# فرودگاه آبی ناهانی بوت
فرودگاه آبی ناهانی بوت (به انگلیسی: Nahanni Butte Water Aerodrome) یک فرودگاه همگانی است که یک باند فرود آب دارد. این فرودگاه در کشور کانادا قرار دارد و در ارتفاع ۱۶۸ متری از سطح دریا واقع شده‌است.